# Galathea bolivari
Galathea bolivari is een tienpotigensoort uit de familie van de Galatheidae. De wetenschappelijke naam van de soort is voor het eerst geldig gepubliceerd in 1950 door Zariquiey Álvarez.